# Cynoglossus
Cynoglossus is een geslacht van straalvinnige vissen uit de familie van hondstongen (Cynoglossidae). Het geslacht is voor het eerst wetenschappelijk beschreven in 1822 door Hamilton.

## Soorten
- Cynoglossus abbreviatus (Gray, 1834)
- Cynoglossus acaudatus Gilchrist, 1906
- Cynoglossus acutirostris Norman, 1939
- Cynoglossus arel (Bloch & Schneider, 1801)
- Cynoglossus attenuatus Gilchrist, 1904
- Cynoglossus bilineatus (Lacepède, 1802)
- Cynoglossus browni Chabanaud, 1949
- Cynoglossus broadhursti Waite, 1905
- Cynoglossus cynoglossus (Hamilton, 1822)
- Cynoglossus capensis (Kaup, 1858)
- Cynoglossus cadenati Chabanaud, 1947
- Cynoglossus canariensis Steindachner, 1882
- Cynoglossus carpenteri Alcock, 1889
- Cynoglossus dollfusi (Chabanaud, 1931)
- Cynoglossus dispar Day, 1877
- Cynoglossus durbanensis Regan, 1921
- Cynoglossus dubius Day, 1873
- Cynoglossus feldmanni (Bleeker, 1854)
- Cynoglossus gracilis Günther, 1873
- Cynoglossus gilchristi Regan, 1920
- Cynoglossus heterolepis Weber, 1910
- Cynoglossus itinus (Snyder, 1909)
- Cynoglossus interruptus Günther, 1880
- Cynoglossus joyneri Günther, 1878
- Cynoglossus kopsii (Bleeker, 1851)
- Cynoglossus kapuasensis Fowler, 1905
- Cynoglossus lachneri Menon, 1977
- Cynoglossus lida (Bleeker, 1851)
- Cynoglossus lingua Hamilton, 1822
- Cynoglossus lighti Norman, 1925
- Cynoglossus lineolatus Steindachner, 1867
- Cynoglossus marleyi Regan, 1921
- Cynoglossus macrostomus Norman, 1928
- Cynoglossus macrolepidotus (Bleeker, 1851)
- Cynoglossus maccullochi Norman, 1926
- Cynoglossus maculipinnis Rendahl, 1921
- Cynoglossus macrophthalmus Norman, 1926
- Cynoglossus melampetalus (Richardson, 1846)
- Cynoglossus microlepis (Bleeker, 1851)
- Cynoglossus monopus (Bleeker, 1849)
- Cynoglossus monodi Chabanaud, 1949
- Cynoglossus nigropinnatus Ochiai, 1963
- Cynoglossus ogilbyi Norman, 1926
- Cynoglossus oligolepis (Bleeker, 1854)
- Cynoglossus ochiaii Yokogawa, Endo & Sakaji, 2008
- Cynoglossus puncticeps (Richardson, 1846)
- Cynoglossus pottii Steindachner, 1902
- Cynoglossus purpureomaculatus Regan, 1905
- Cynoglossus robustus Günther, 1873
- Cynoglossus roulei Wu, 1932
- Cynoglossus semilaevis Günther, 1873
- Cynoglossus senegalensis (Kaup, 1858)
- Cynoglossus semifasciatus Day, 1877
- Cynoglossus sealarki Regan, 1908
- Cynoglossus sinusarabici (Chabanaud, 1931)
- Cynoglossus sibogae Weber, 1913
- Cynoglossus sinicus Wu, 1932
- Cynoglossus suyeni Fowler, 1934
- Cynoglossus trulla (Cantor, 1849)
- Cynoglossus trigrammus Günther, 1862
- Cynoglossus waandersii (Bleeker, 1854)
- Cynoglossus zanzibarensis Norman, 1939